# 畔上道雄
畔上 道雄（あぜがみ みちお、1914年 - 1983年）は、日本の工学者。専門は電子工学・大脳生理学・心理学などの学際領域である生体情報科学。工学博士。群馬大学名誉教授。「電磁球関数」の研究で国際的にも高く評価される一方で、作家としての一面もあった。

## 人物
千葉県生まれ。父は内村鑑三の門下生でキリスト教独立伝道者の畔上賢造。早稲田大学工学部電気工学科卒業。日本電信電話公社を経て、群馬大学教授を務めた。自身の著書を教科書として木訥とした独特の講義は、学生達の人気を呼んだ。趣味のゴルフや推理小説にも造詣が深く、「思想の科学」「大衆文学研究会」会員として評論活動を展開した。
『ゴルフの科学』（講談社・ブルーバックス）は、この種の本としてはめずらしいロングセラーとなった。また、病床で執筆した『推理小説を科学する－ポーから松本清張まで』が死後に発刊されて話題となった。

## 主な著書
- 『電気磁気学-解説と演習』(理工図書）1958年
- 『電子管―解説と演習』 （理工図書）1963年
- 『ベクトルとテンソル』（電気書院）1964年
- 『人間内村鑑三の探求』（産報）1977年
- 『ゴルフの科学－生体情報科学は教える』（講談社・ブルーバックス）1981年
- 『推理小説を科学する－ポーから松本清張まで』（講談社・ブルーバックス）1983年